# ジ・エキセントリック・オペラ
ジ・エキセントリック・オペラ（The Eccentric Opera）は、相良奈美と書上奈朋子による音楽ユニット。

## 略歴
1996年にテノールの川島豊を迎え、オペラの代表的な楽曲、カルメンやマダム・バタフライなどの曲とテクノ・ミュージックを融合した作品を作り出す「ジ・エキセントリック・オペラ」としてデビュー。1997年、川島脱退。2004年9月1日、ベスト・アルバムである「ベスト」をリリースし解散した。

## ディスコグラフィ

### アルバム
1. The Eccentric Opera （1996年8月21日、ESCB-1779）[1]
2. HYMNE （1997年9月21日、ESCB-1834）[2]
3. N・O・E・L （1997年11月21日、ESCB-1854）[3]
4. PARADISO （1998年11月21日、ESCB-1927）[4]
5. ヨロコビ （2001年12月7日、CJTO-8012）[5]
6. ベスト （2004年9月1日、ESCL-2694）[6]

### シングル
1. カロ・ミオ・ベン～マダム・バタフライ（1996年7月21日、ESCB-1772）[7]
2. あなたのとりこ （1997年9月21日、ESDB-3790）[8]
3. ファースト・ノエル （1997年11月21日、ESDB-3808）[9]
4. 愛のフーガ （1998年4月22日、ESDB-3839）[10]
5. ボレロ （1998年11月21日、ESDB-3879）[11]

### 参加作品
1. 「時空転抄ナスカ」～スケッチ･オブ･ナスカ（1998年4月1日）[12]
2. 「時空転妙ナスカ」〜サウンド･オブ･ナスカ（1998年6月20日）[13]
3. We Love Mickey -Happy 70th Anniversary-（1998年11月6日）[14]（9.エレクトリカルパレード）
4. 葉加瀬太郎『DUETS』（1999年10月21日）[15]（4.Pavane）
5. voyage~relaxing best（2003年8月20日）[16]（12.ハバネラ）
6. emu（2004年9月1日）[17]
7. emu2 most toching（2006年9月7日）[18]（12.ソナチネ）

## メディア
- 1998年 テレビ東京系アニメ 『時空転抄ナスカ』
  - オープニングテーマ 「愛のフーガ」
  - エンディングテーマ 「コンドルは飛んでいく」
- J-WAVE'97クリスマス・ソング 「ファースト・ノエル」
- 1998年 テレビ東京系ドラマ 『食卓から愛をこめて』主題歌「ボレロ」
- 2008年[要出典]フジテレビ系ドキュメンタリー番組 『ザ・ノンフィクション』（アルバム『ベスト』収録）テーマ 曲「サンサーラ」
- 阪急三番街CM（書き下ろし）
- 東京オペラシティ・ラジオCM「あら野の果てに」（アルバム『NOEL』収録）
- オリンパス・デジタルカメラCM「春の祝宴」（アルバム『PARADISO』収録）
- 伊藤園CMお〜いお茶「ココロカラカラダカラ」（オリジナル）
- メナードCMフィセル「イヴの唄」（アルバム『PARADISO』収録）
- パナソニックCMデジタル・ワールド（海外向け）「セレナーデ」